# Лун Цзин

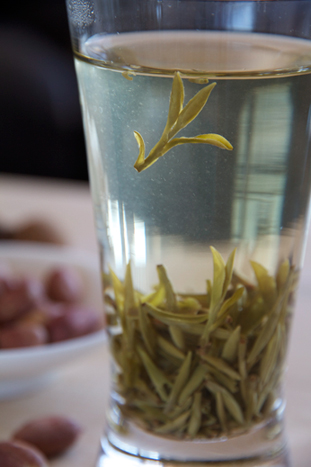
Лун Цзин

Лун Цзін (спрощ.: 龙井茶; кит. трад.: 龍井茶; піньїнь: lóngjǐng chá, колодязь дракона) — елітний сорт зеленого чаю з Китаю. Вирощується біля міста Ханчжоу в провінції Чжецзян.

## Історія
Лун Цзін вперше згадується Лу Юєм у трактаті Ча Цзін (8 ст. н.е.), але набув популярності за часів династії Цін (1644 — 1912), коли він отримав статус «Gong Cha» — імператорський чай на честь імператора Кансі, який високо цінував цей сорт чаю. Його онук, відвідавши провінцію, відібрав 18 найкращих кущів чаю, які отримали назву імператорських. Ці чайні кущі збереглися до наших часів і з них досі збирають чайні листки, які найбільш цінуються та продаються на аукціонах ще до того, як врожай зібраний. Походження назви чаю має кілька версій та пов'язане з місцевим фольклором, одним з раціональних пояснень є те, що поведінка чайного листка після заварювання схожа на танок китайського дракону, він обертається та закручується, немов граючись з водою. 
У наш час є кілька плантацій, чай з яких призначається виключно для вищих осіб держави. Такий чай ніколи не продається публічно та суворо охороняється озброєними солдатами.

## Райони вирощування

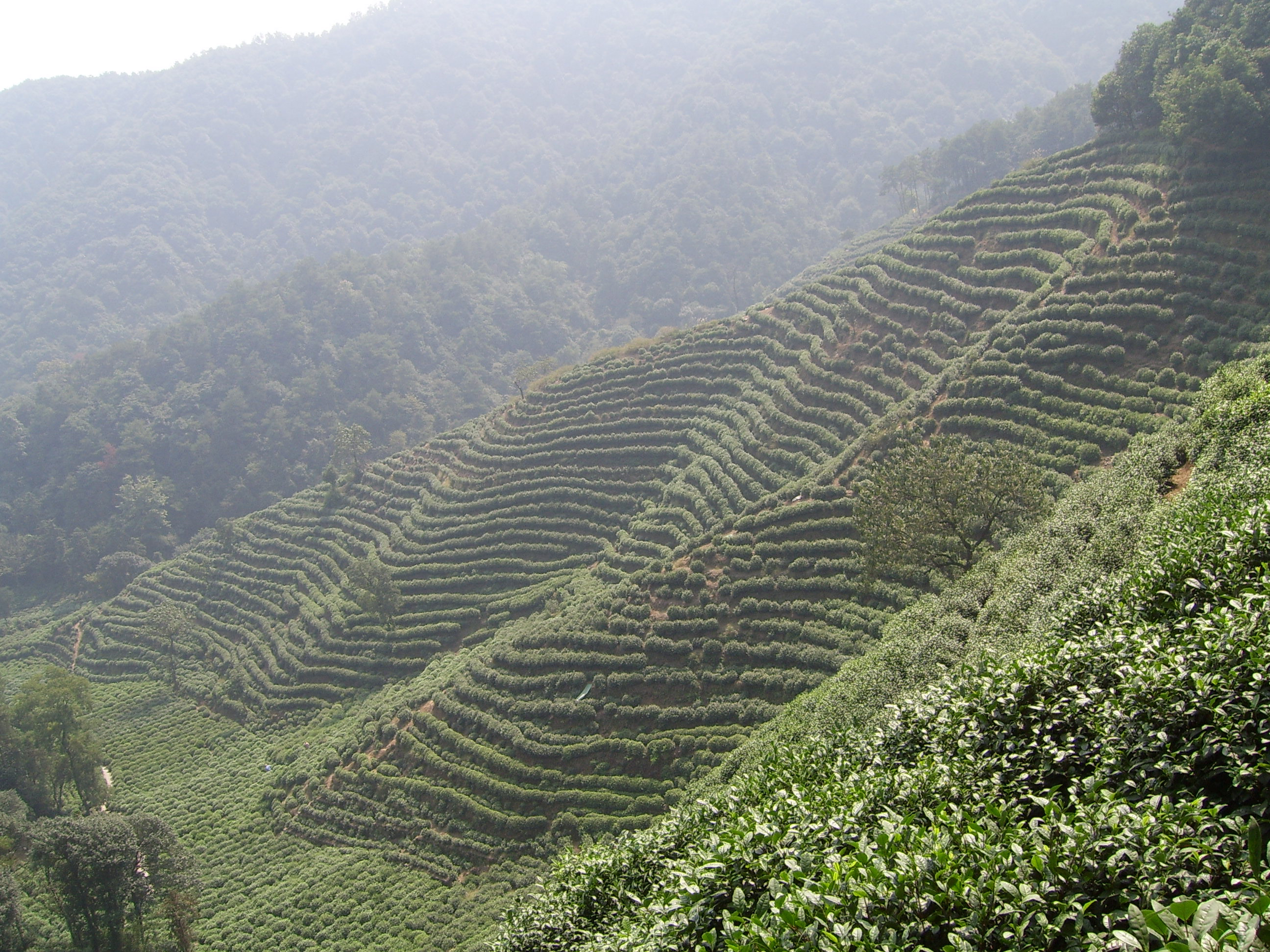
Чайні плантації Ханчжоу

Сорт Лун Цзін є контрольованим за походженням, існує 18 зон вирощування чаю:
- Околиці Сіху (Xihu, 杭州市西湖区（西湖风景名胜区）
- Зона Сяошань (Xiaoshan, 萧山区)
- Зона Біньцзян (Binjiang, 滨江区)
- Зона Юйхан (Yuhang, 余杭区)
- Місто Фуян (Fuyang, 富阳市)
- Місто Ліньань (Lin’an, 临安市)
- Округ Тунлe (Tonglu, 桐庐县)
- Місто Цзяньде (Jiande, 建德市)
- Округ Чуньань (Chun’an, 淳安县)
- Округ Шаосінь міста Шаосінь (Shaoxin, 绍兴市绍兴县)
- Округ Сіньчан (Xinchang, 新昌县)
- Місто Шенчжоу (Shengzhou, 嵊州市)
- Місто Чжуцзі (Zhuji, 诸暨市)
- Місто Шан'юй (Shangyu,上虞市)
- Зона Юечен (Yuecheng, 越城区)
- Округ Паньань міста Цзіньхуа (Pan’an Jinhua, 金华市磐安县)
- Місто Дунян (Dongyang, 东阳市)
- Округ Тяньтай міста Тайчжоу (Tiantai Taizhou, 台州市天台县)

Лун Цзін вирощується у гірській місцевості з м'яким кліматом та великою кількістю опадів протягом всього року.

## Технологія виробництва

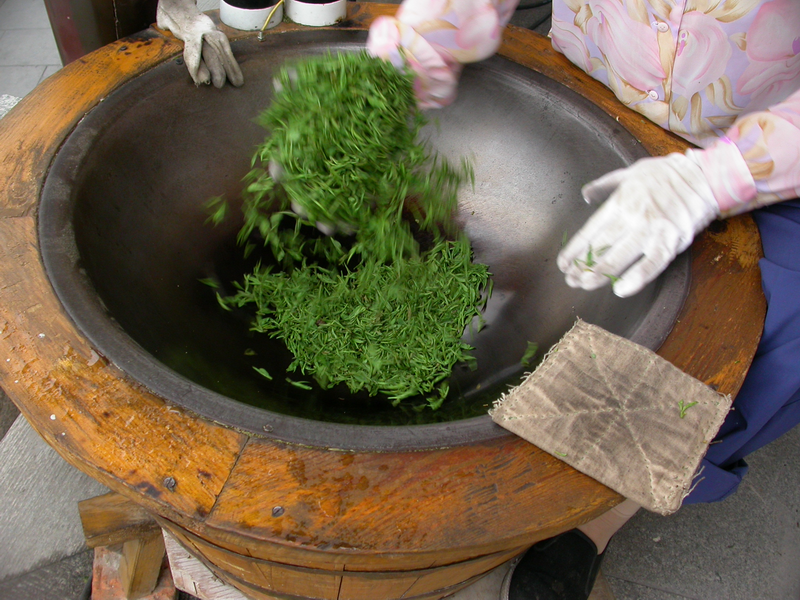
Переробка зібраної сировини

Збирати чай можуть у різні періоди року, це впливає на його якість, самим якісним вважають чай, який починають збирати навесні, приблизно на початку квітня (перед святом Цинмін), коли бруньки та листя мають невеликий розмір та дуже тендітні. У виробників є всього кілька днів, щоб зібрати сировину. Такий чай називається мінцянь (Mingqian), його вважають справжнім імператорським чаєм, за ціною він є найдорожчим. Також якісним є чай, зібраний перед сезоном дощів, його називають юйцянь (Yuqian).
Відсортована сировина розкладається у прохолодному приміщенні шаром 3-5 см на бамбукові циновки та витримується протягом 24 годин. При цьому сировина зберігає свій зовнішній вигляд, з неї випаровується небагато вологи та починається процес ферментації. Цієї ферментації достатньо для того, щоб надалі отримати чай з відповідними смаковими якостями. Наступним етапом переробки є термічна обробка чайного листа у залізних казанах, так звана «фіксація». Сировину засипають у напівсферичні металеві казани, які вбудовані у цегляні печі, та інтенсивно перемішують та розтирають її по стінках казана. При цьому чайні листки набувають характерного вигляду сплощених тонких пластинок. Тривалість термічної обробки складає 12-15 хвилин, температура казана на початку процесу складає 105 °C, наприкінці — приблизно 67 °C. Після цього сировину охолоджують, розкладаючи тонким шаром на бамбукових сітках протягом 30-35 хвилин та одночасно сортують, видаляючи зелені листки, які не піддалися термічній обробці. Сировину, що залишилася знов засипають у залізні казани та висушують протягом 30-35 хвилин, при температурі, що зростає від 67 °C до 90 °C. Готовність чаю визначають за крихкістю, кольором та іншими візуальними показниками. Після сушки Лун Цзін готовий до споживання. 
Найбільш цінується чай, який виробляється вручну, але зараз широко запроваджується механічна обробка сировини. 

## Приготування чаю
Лун Цзін зазвичай заварюється за способом «Чжунтоу» (кит. трад.: 中投). При цьому стакан або гайвань прогрівається гарячою водою, потім туди засипається чай, який заливається невеликою кількістю води з температурою 80 — 90 °C та настоюється 20 — 30 секунд, для того щоб чайний лист розкрився. Потім гаряча гаряча вода доливається та чай настоюється ще приблизно 2-3 хвилини. Після цього він готовий до споживання. Якісний Лун Цзін можна заварювати до 7 разів.

## Смак та аромат
Аромат чаю сильний та насичений, він краще розкривається після повторної заварки. Смак інтенсивний, варіює в залежності від кількох факторів (зокрема температури води) від трав'янистого та квіткового до медово-горіхового. Якісний та гарно заварений чай повинен залишати солодкий післясмак. 

## Підробки
Лун Цзін є одним з найпопулярніших китайських чаїв, попит на нього значно перевищує об'єми виробництва, тому виробляється дуже велика кількість підробок. Зазвичай їх виготовляють у провінціях Юньнань, Ґуйчжоу, Сичуань та Ґуандун. Смак та аромат таких підробок слабко імітує справжній чай, але людині без досвіду важко відрізнити підробку від оригіналу. Іноді продавці запевняють, що продають чай зібраний з 18 імператорських дерев, але такого не може бути, бо цей чай продається тільки на аукціонах за дуже високу ціну, дістати його в крамниці або через інтернет неможливо.

## Корисні  властивості
Проведені дослідження виявили, що Лун Цзін за вмістом вітаміну С та антиоксидантів випереджає всі інші зелені чаї. Крім того він містить вітамін Р, кальцій фтор, фосфор. Лун Цзін покращує розумову діяльність, укріплює судини та серцевий м'яз, зменшує рівень холестерину у крові, стимулює травлення, регулює обмін речовин.